# Basilichthys
Basilichthys, es un género ictícola de la familia Atherinidae, cuyas especies son denominadas comúnmente pejerreyes. Habitan en América del Sur.

## Hábitat
Sus especies viven en los ríos y lagos de aguas dulces, templadas a frías.

## Distribución geográfica
Se encuentran en el sur de América del Sur, tanto en cuencas fluviales pacíficas como atlánticas.

## Especies
Fueron descritas numerosas especies, aunque la mayoría han caído en sinonimia. Se reconocen 4 especies:
- Basilichthys archaeus (Cope, 1878)
- Basilichthys australis Eigenmann, 1928
- Basilichthys microlepidotus (Jenyns, 1841)
- Basilichthys semotilus (Cope, 1874)